# برقاب
برقاب (به لاتین: Bərğov) یک منطقه مسکونی در جمهوری آذربایجان است که در شهرستان قوبا واقع شده است.    برقاب ۷۹۳ نفر جمعیت دارد.

## ریشه واژه
بر اشاره به مکانی دارد که محل تجمع آب و سد است و اُو در زبان تاتی همان آب است.